# Superamiguinhos
Superamiguinhos (do original em inglês Super Buddies) é um equipe de super-heróis publicada em revistas de histórias em quadrinhos da DC Comics e criada por Keith Giffen, J. M. DeMatteis, Kevin Maguire e Joe Rubinstein. O grupo apareceu pela primeira vez em 2003, na minissérie em seis partes Formerly Known as the Justice League  e na sequência de 2005 I Can't Believe It's Not the Justice League (publicada na revista JLA Classified). Os criadores da equipe ficaram conhecidos por terem produzido a fase humorística da Liga da Justiça, conhecida no Brasil como Liga da Justiça Internacional, e com a nova série procuraram repetir o antigo estilo. Na nova história, o time foi reunido pelo ex-financista da Liga da Justiça Maxwell Lord para ser um grupo de super-heróis "acessíveis ao homem comum". O nome em inglês veio do título da série de animação da Hanna-Barbera, Super Friends (conhecida no Brasil como Super-Amigos), e é uma referência humorística com a equipe considerada mais ou menos inepta e incapaz de ajudar alguém (inclusive a Liga da Justiça). A trama está totalmente integrada na cronologia oficial do Universo DC e toma lugar após o retorno do Arqueiro Verde (Ollie Queen) que estava sendo dado como morto, conforme um comentário de Poderosa em I Can't Believe It's Not the Justice League. No Brasil, as histórias foram publicadas pela Editora Panini: a minissérie com o título de "Já fomos a Liga da Justiça", em fevereiro - abril de 2004< e a revista DC Especial nº 10 de junho de 2006 com o título "Não acredito que não é a Liga da Justiça".

## Já fomos a Liga da Justiça
Em Formerly Known as the Justice League, a maioria dos "Superamiguinhos" é recrutada por Maxwell Lord e seu parceiro robô L-Ron dentre os ex-membros da Liga da Justiça Internacional (LJI): Besouro Azul, Gladiador Dourado, Fogo, Ralph Dibny (Homem-Elástico) e a esposa Sue, e Capitão Átomo. Um sétimo membro, Capitão Marvel, foi contatado por L-Ron mas recusou a oferta. A irmã dele, Mary Marvel, entrou em seu lugar.
Os "Superamiguinhos" não se dão bem: Besouro Azul e Gladiador Dourado, que se autoproclamavam os "Abbott e Costello" da JLI, estão constantemente discutindo e se provocando, tentando provar um para o outro que amadureceram. Ninguém leva Gladiador ou Ralph Dibny a sério, sem nenhuma boa razão aparente. Fogo lança um  website, "blazingfire.com", no qual ela disponibiliza para download (pago) fotos sensuais de si mesma, e não suporta a polida e inocente Mary Marvel, chamada por ela de "Mary Poppins". Adicionalmente, convence Sue a dar nota quatro (até dez) para Ralph, o que deixa o herói sofrendo de complexo de inferioridade. Capitão Átomo não tem ideia do porquê ter se juntado ao "time" e está constantemente tenso e frustrado com os outros. Alheio a tudo, Maxwell Lord planeja explorar comercialmente a imagem de seus empregados; ele monta o quartel-general num armazém no Queens, Nova Yorque, faz o time ser contatado através de linha telefônica 1-800 e produz uma peça publicitária para a televisão.
A equipe combate os "Sanguessugas da Rua E" (no original em inglês "E-Street Bloodsuckers") e uma gangue de vilões poderosos, expulsos de Harvard. Depois são raptados durante a primeira luta contra o Roleta e sofrem lavagem cerebral para lutarem como gladiadores em uma arena intergaláctica. Mary Marvel deixa Capitão Átomo e Fogo bastante feridos até que o grupo consegue se libertar do controle mental.
Enquanto Besouro e Gladiador Dourado levam o Capitão Átomo para um hospital, os outros encontram Manga Khan, o antigo mestre de L-Ron, que voltara à Terra para reclamar a posse do robô. Khan oferece G'nort como troca pelo robô, mas diante da recusa dos heróis e de um ataque acidentel do Gladiador contra um dos sentinelas do vilão, Khan declara guerra aos humanos. A luta acaba com a intervenção da real Liga da Justiça (que monitorava os Superamiguinhos) e que coloca fim à crise intergaláctica.
Formerly Known as the Justice League se mostrou uma minissérie popular e venceu o Eisner Award como "Melhor Série Cômica".

## Não acredito que não era a Liga da Justiça
Em I Can't Believe It's Not the Justice League, sequência da minissérie dos "Superamiguinhos", há uma piada recorrente sobre Sue Dibny estar ou não grávida, explicada pelo fato da série ser produzida entre 2004-2005 mas lançada em 2005,  quando estava em curso  Crise de Identidade que mostrava uma de fato grávida Sue Dibny ser assassinada. As histórias foram publicadas nas revistas JLA Classified #4–9, e agora os Superamiguinhos são "heróis de aluguel". Além da dúvida sobre a gravidez de Sue, espalhada pelo Homem-Elástico mas negada por ela, Fogo e Mary Batson (altergo de dezesseis anos de Mary Marvel) vão dividir um apartamento, fato desaprovado pelo irmão da garota, Billy Batson (identidade do Capitão Marvel). Capitão Átomo sai da equipe e processa Maxwell Lord pelos ferimentos que sofrera. Para o seu lugar são chamados Poderosa e Guy Gardner. Gardner causa muitos problemas para a equipe: ele abre um bar próximo da sede dos Superamiguinhos e constantemente assedia sexualmente Fogo, Sue, Poderosa e Mary Marvel.
Ao visitar a sede da Sociedade da Justiça da América, o Guardião Dourado brinca com um artefato do Senhor Destino e inadvertidamente manda a equipe toda para o Inferno. Fogo consegue ligar para Sue pelo celular e pedir ajuda e Poderosa e Guy Gardner vão atrás deles para resgatá-los. No Inferno, os Superamiguinhos trabalham numa versão labiríntitica da lanchonete de fast food Big Belly Burger chamada "Belzebu ou Beelze Burger", e os demônios (inclusive Etrigan) tomam Mary Batson como refém quando ela não consegue se transformar ao dizer a palavra mágica Shazam! (supostamente o mágico Shazam não se encontra nesse plano de realidade). Ralph usa suas habilidades para se livrar das torturas dos demônios enquanto Fogo e Gardner reencontram Gelo, outra ex-membro da JLI, prisioneira no Inferno. Numa alusão à história de Orfeu, Gelo não consegue ser libertada (há menção de que ela foi enviada para o Valhalla ao invés de retornar ao Inferno).
Ao tentar sair do Inferno, o grupo cai num universo paralelo e encontra-se com uma versão alternativa de si mesmo, os "Power Posse". Essa equipe alternativa aluga seus poderes e opera a partir de um strip club de propriedade de um depravado Maxwell Lord e sua companheira, uma versão degradada e meio infantil de Sue Dibny. Os Power Posse são formados por um gigantesco G'nort que inicia uma devastação na cidade, versões sadomasoquistas e incestuosas do Capitão Marvel (que fala com a "língua-presa") e Mary Marvel, que chama a si mesmo de Mistress Mary ou Mary Dominadora, Gelo como uma assassina e dançarina que usa o nome de Tiffany, uma versão mais estúpida do Gladiador Dourado, que trabalha como bartender, e o capanga Metamofo. Nesse universo, Fogo foi assassinada por Tiffany e Sue está divorciada de Ralph. Ao final, Senhor Destino consegue resgatar a equipe. A maioria das batalhas dos heróis com suas versões "Doppelgängers" tomaram lugar no meio dos pelos repletos de pulgas do G'Nort gigantesco.
As duas séries, apesar de esplicitamente paródicas e humorísticas, trazem amostras sombrias do que estava por vir: Besouro Azul disse em determinado momento que morreria ao se juntar a equipe, o que de fato viria a acontecer; e a versão "doppelgänger" maligna de Mary Marvel se assemelha à mudança de Mary Marvel para o uniforme negro.

## Crise Infinita
Foi revelado em Contagem regressiva para a Crise Infinita (Countdown to Infinite Crisis, (2005)) que Maxwell Lord era de fato o último Rei Negro do Xeque-Mate; e tinha coletado informações sobre os pontos fracos dos membros da Liga da Justiça a fim de aniquilá-los. Besouro Azul invadiu o quartel-general secreto de Lord e descobriu o segredo dele mas foi assassinado pelo vilão antes que contasse a alguém.
Em The OMAC Project #5, os remanescentes dos Superamiguinhos (inclusive Mary Marvel) são mostrados tentando se vingar do assassino do Besouro Azul, sem sucesso.

## Destino dos Superamiguinhos
Após o fim de I Can't Believe It's Not the Justice League, muitos dos personagens passaram por fortes revéses em suas vidas:
- Besouro Azul foi morto, assassinado por Maxwell Lord; Gladiador Dourado tentou salvar a vida dele viajando no tempo, mas ao testemunhar as repercussões que isso causaria, Ted reverteu sua salvação.
- Maxwell Lord foi assassinado pela Mulher Maravilha no "retcon" que o colocava como sempre tendo sido um vilão; o que foi mudado novamente na série do Gladiador Dourado, provando que sua redenção era genuína antes de tentar voltar a ser humano após ter se tornado um ciborgue.
- Fogo se tornou uma operativa do Xeque-Mate.
- Gladiador Dourado após ser aparentemente assassinado, revelou que falseara sua morte. No retorno, Gladiador mostrou maturidade e força, diferente de suas características como Superamiguinho, e foi recrutado por Rip Hunter para se tornar um protetor da Linha do Tempo. Ele volta a se fingir como inconsequente durante suas missões, com apenas Batman sabendo da verdade.
- Mary Marvel, após perder seus poderes e adquirir os de Adão Negro, foi corrompida. Teve brevemente seus poderes restaurados pelos deuses gregos mas foi tentada a retornar à escuridão por Darkseid e ficou só, expulsa por Adão Negro, a Família Marvel e toda a comunidade de heróis que ela traiu. Libertada do que foi revelado como sendo uma possessão de Desaad, ficou sob os cuidados de Freddy Freeman, o novo Capitão Marvel, antes de recuperar os poderes da Família Marvel Negra. O Mago Shazam reclamou todos os poderes que concedera, deixando ela, Billy e Adam novamente sem poderes.
- Sue Dibny foi assassinada por Jean Loring, que mais tarde se tornou a vilã Eclipso. Após negar uma gravidez, na série dos Superamiguinhos, foi revelado em Crise de Identidade (Identity Crisis) que ela de fato aguardava um bebê ao ser morta. Ela se tornou um fantasma com poderes similares ao Desafiador  (Deadman). Contudo, seu corpo, juntamente com o de Ralph, foi revivido pelos aneis dos Lanternas Negros e matou a Garota Gavião.
- Ralph Dibny ficou completamente abalado após a morte da esposa e embarcou numa jornada espectral na tentativa de conseguir que ela retornasse à vida. No número 42 da revista 52, ele se deixar ser assassinado por Neron para provocar uma armadilha mística para o vilão. O casal retorna como fantasmas que resolvem mistérios. Seu corpo foi reanimado pelos anéis dos Lanternas Negros e assassinou o Gavião Negro.
- Capitão Átomo foi transportado para Wildstorm; em seu retorno ele usa a armadura do Monarca que impede o vazamento de radiação por seu ferimento. Mais tarde conspira contra os Monitores. Sua armadura é quebrada por Superboy Prime e ele desaparece, dando a chance de dominação multiversal para Lord Havok.

A série Justice League: Generation Lost reune Gladiador Dourado, Fogo, Gelo e Capitão Átomo, contra Maxwell Lord, após sua ressureição ao final de Blackest Night.

## Adaptações
- Muitos dos Superamiguinhos, principalmente Gladiador Dourado, Fogo, Capitão Átomo, Maxwell Lord e Homem-Elástico aparecem em Justice League Unlimited.
- Um piloto de série com atores, Justice League of America, foi produzido em 1997 e era inspirado na Liga de Keith Giffen. Estrelava Caçador de Marte, Lanterna Verde (Guy Gardner), Fogo, Gelo, Flash, Electron e o Mago do Clima (como vilão).
- Batman: The Brave and the Bold traz versões da Liga da Justiça Internacional.